# パイパー カブ
J-3 カブ
J-3C カブ
- 用途：軽飛行機
- 設計者：ギルバート・テイラー
- 製造者：パイパー・エアクラフト
- 初飛行：1938年（J-3）
- 生産数：

  - 1,576機（E-2～J-2）
  - 20,043機（J-3）
  - 253機（TG-8/LNP-1）
  - 2,761機（J-4、J-5）

J-3 カブ（Piper J-3 Cub）は、パイパー・エアクラフト社のプロペラ軽飛行機シリーズ。1930年代に登場して以来、シリーズを通して20,000機以上が生産されたベストセラー機であり、当時の軽飛行機の代名詞にもなった。

## 概要

### テイラー カブ
1929年、ギルバート・テイラーは弟ゴードン・テイラーと共にテイラー・ブラザーズ・エアクラフト社を設立し、弟が死去すると名士であったウィリアム・T・パイパーの援助でペンシルベニア州ブラッドフォードに新たな工場を設立した。カブシリーズの起源は、そのテイラー・ブラザーズ・エアクラフト社が開発したテイラー E-2 カブ（Taylor E-2 Cub）に端を発する。

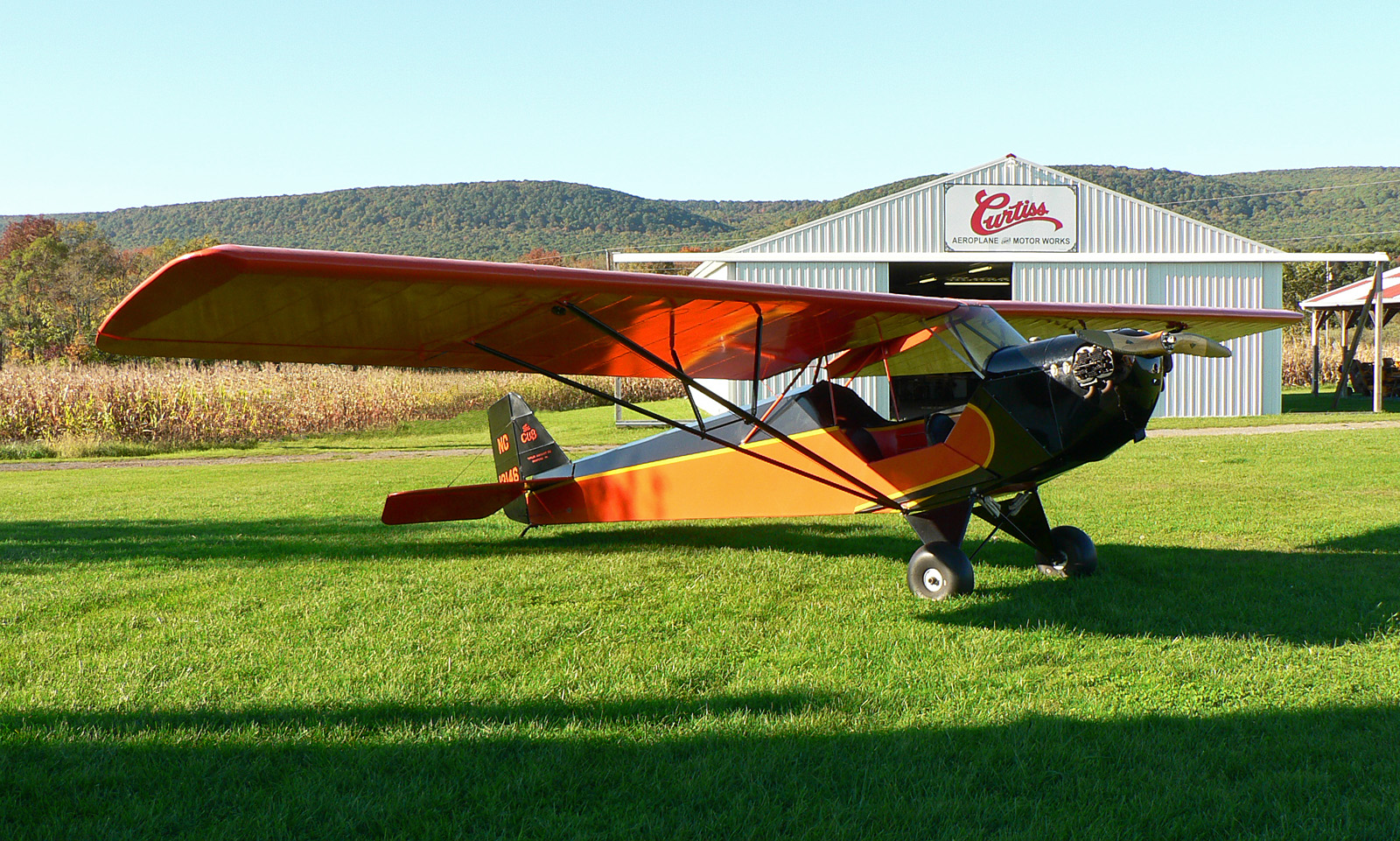
テイラー E-2 カブ

もっとも基本的な複座機を可能な限りの低価格で提供することを狙ってテイラーが設計した同機は、タンデム複座の高翼機で、木金混合構造に羽布張りの機体であった。エンジンは当初20馬力だったが、すぐに40馬力のものに変更された。1930年9月10日に初飛行を行い、優れた操縦性を発揮したカブは翌年11月に形式証明を取得したが、この時期テイラー・ブラザーズ・エアクラフト社は深刻な経営難に陥っており、この機体を1機も量産できないまま倒産してしまった。そこでパイパーが新たな資本を投入しテイラー・エアクラフトと名を変えて再生させ、パイパーは同社の役員兼管財人となった。
37馬力のエンジンを搭載して量産されたカブは、コストパフォーマンスに優れた機体として極めて良好な販売成績を収め、エンジンの変更などを行いF-2、G-2、H-2と改良されていった。しかし、再び陥った経営難により製造・販売権がパイパーの手に渡り、1937年からは彼がカブの生産を継続するために設立したパイパー・エアクラフト社で生産が行われるようになった。この頃には、機体形状が大幅に洗練されたJ-2に生産が移行していた。最終的にテイラー社とパイパー社はこれらの形式をおよそ1,576機生産した。

### パイパー J-3 カブ
設計技師ウォルター・ジャモウニューの製図版から誕生したJ-3は、カブシリーズ中もっとも有名な機体となった。胴体の直径を広げたことでより強力なエンジンが搭載可能となり、エンジンの強化に伴い垂直安定板も大型化した。これにより性能が向上し、より高い市場性を獲得したJ-3は、1937年10月31日に形式証明を取得し、翌年には737機もの大量生産が行われた。パイパーは「1938年にアメリカで販売された民間機の内、3分の1がカブであった」と吹聴していた。J-3は搭載するエンジンの違いによって大きくJ-3C（コンチネンタル製エンジン）、J-3F（フランクリン製エンジン）、J-3L（ライカミング製エンジン）などに分けられ、さらに馬力により-40、-50、-65と分けられていた。例えばもっとも一般的なモデルであったJ-3C-65は、65馬力のコンチネンタル製エンジンを搭載していることを意味する。フロートを装備した水上機型の場合は、形式名の最後に「S」が付けられた（例：J-3C-65S）。
1938年5月、複雑な空中給油装置を装備したカブが、ケネス・クレスとグレン・イングラートの操縦によりニューヨークからマイアミ間の総距離3,486km以上に及ぶ往復飛行を行った。また、同年11月にはトム・スミス操縦のJ-3がカリフォルニア州ランカスターの上空を218時間23分に渡って飛行し続け、軽飛行機の滞空時間記録を樹立した。
J-3はおよそ20,043機（後述する無動力型を除く）が生産され、1947年にカブシリーズは生産を終了した。現在でも多数の機体が現役であり、複数の企業が部品やアクセサリーを供給している。

### パイパー J-4 カブ・クーペ/J-5 カブ・クルーザー

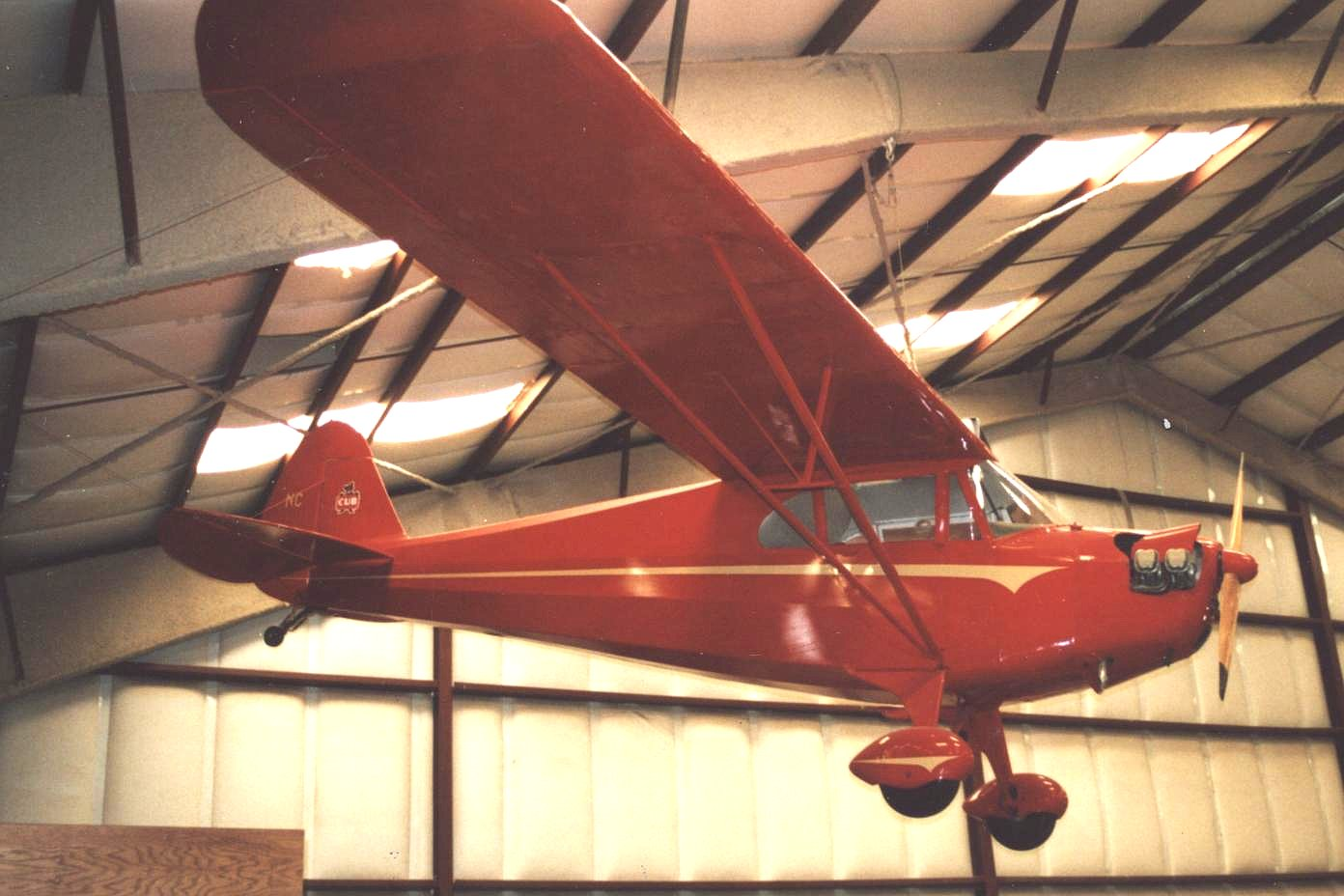
J-4A カブ・クーペ

タンデム複座のカブが成功を収めたことで、パイパー社はさらに2種類の派生型を開発した。J-4 カブ・クーペ（Cub Coupe）は、J-3の胴体幅を広げ並列複座としたもので、皮肉にも会社を去ったテイラーが設計したテイラークラフトBとの競合を狙って開発されたものであった。J-4は1938年10月26日に形式証明を取得したが、第二次世界大戦により軍用機の生産に移行することになったため間もなく生産が停止してしまった。J-5 カブ・クルーザー（Cub Cruiser）は後席に2名を乗せられるようにした3座席の機体で、こちらはより長く生産された。J-4とJ-5の合計生産数はおよそ2,761機である。

### 軍用型
カブシリーズは軍用機としても採用され、民間から徴用した機体と共に第二次世界大戦で多用された。アメリカ陸軍は1941年にJ-3を観測機として評価を行い、O-59の名称で採用したが、一部UC-83と命名されていた機体も含め、就役時にL-4 グラスホッパー（Grasshopper）へと改称された。アメリカ海軍もNEの名称で練習機として採用した。また、エンジンを取り外し練習用グライダーとしたTG-8（陸軍）/LNP-1（海軍）も存在し、その多くは戦後J-3仕様に戻された。J-5もアメリカ海軍にHE-1の名称で患者輸送機として採用されている。

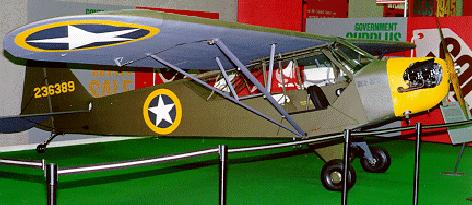
L-4 グラスホッパー
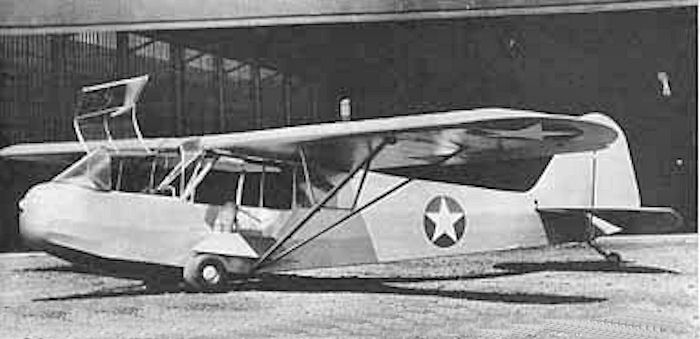
TG-8A

戦時中の軍用型の最終生産数は、O-59が859機、L-4シリーズが4,461機、TG-8/LNP-1グライダーが合わせて253機であった。

### その他の派生型
戦後になっても、カブは以下のような数多くの派生機を生み出している。
PA-11 カブ・スペシャル（Cub Special）
J-3から発展。エンジン全てがカウリングで覆われるようになり、主翼内に燃料タンクが増設されたほか、前席からも単独操縦ができるようになった。
PA-12 スーパークルーザー（Super Cruiser）
J-5から発展した3座席機。
PA-14 ファミリークルーザー（Family Cruiser）
PA-12のキャビンを拡大した4座席機。
PA-15/17 ヴァガボンド（Vagabond）
翼幅が短く、弦長の長い主翼を持つ複座機。PA-17では二重装置の追加などの改良が施された。合計601機生産。
PA-16 クリッパー（Clipper）
PA-14の胴体にPA-15の主翼を組み合わせた機体。736機生産。
PA-20 ペイサー（Pacer）
PA-16の改良型。より強力なエンジンを装備。1,120機生産。
PA-22 トライ・ペイサー/コルト（Tri-Pacer / Colt）
PA-20の降着装置を前輪式に変更したモデルで、7,629機生産。コルトは複座の練習機型で、1,861機生産。
野沢式Z-1
戦前の1939年に、J-2をベースとして日本の野沢航空研究所が設計し、野沢工作所が製作した機体。生産数は試作機1機のみ。

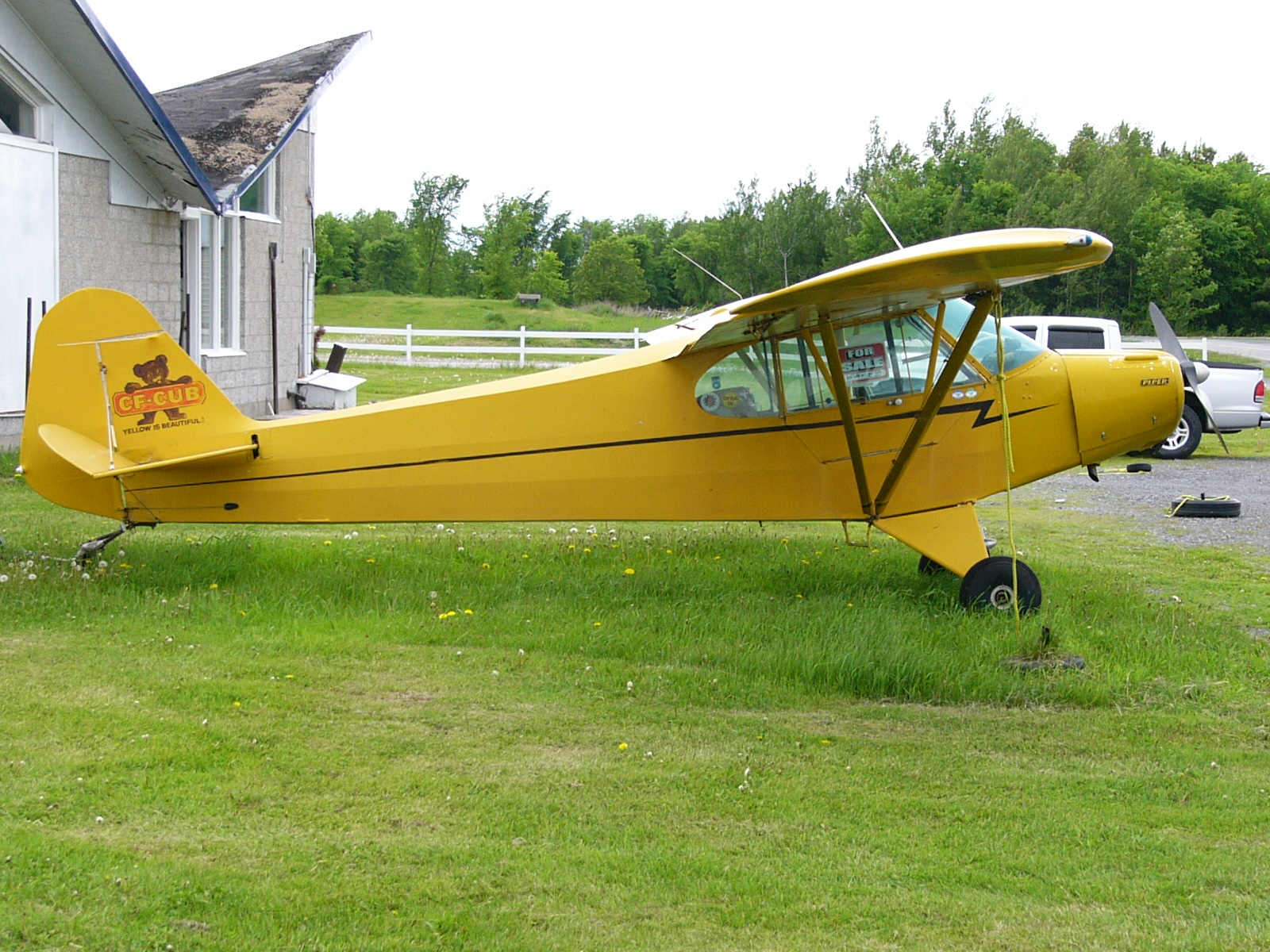
PA-11 カブ・スペシャル
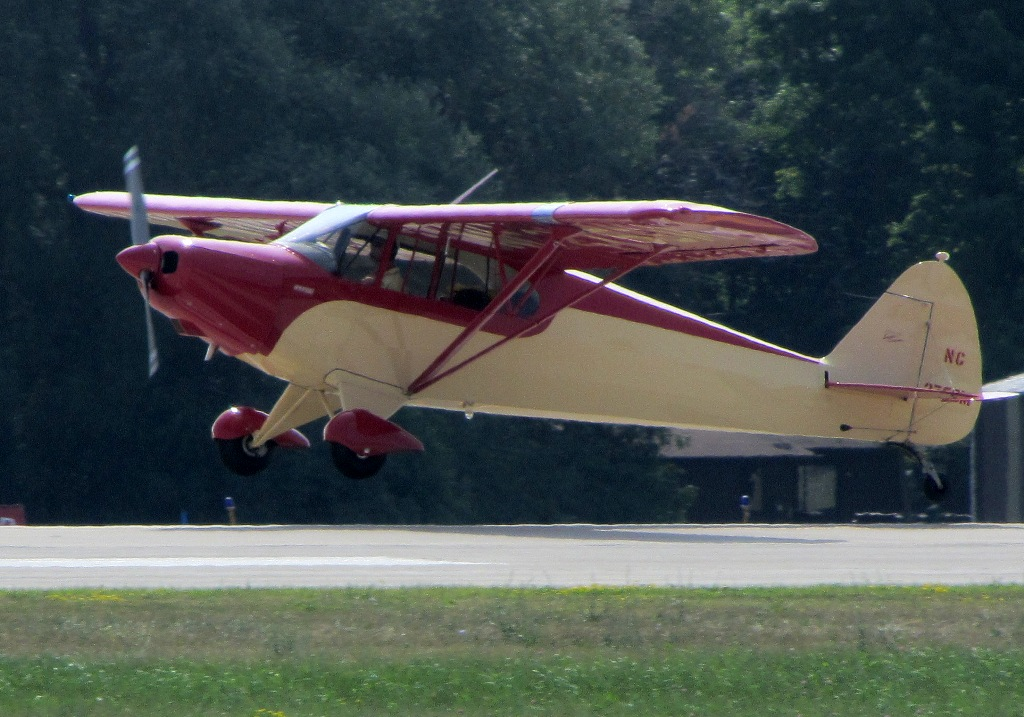
PA-12 スーパークルーザー
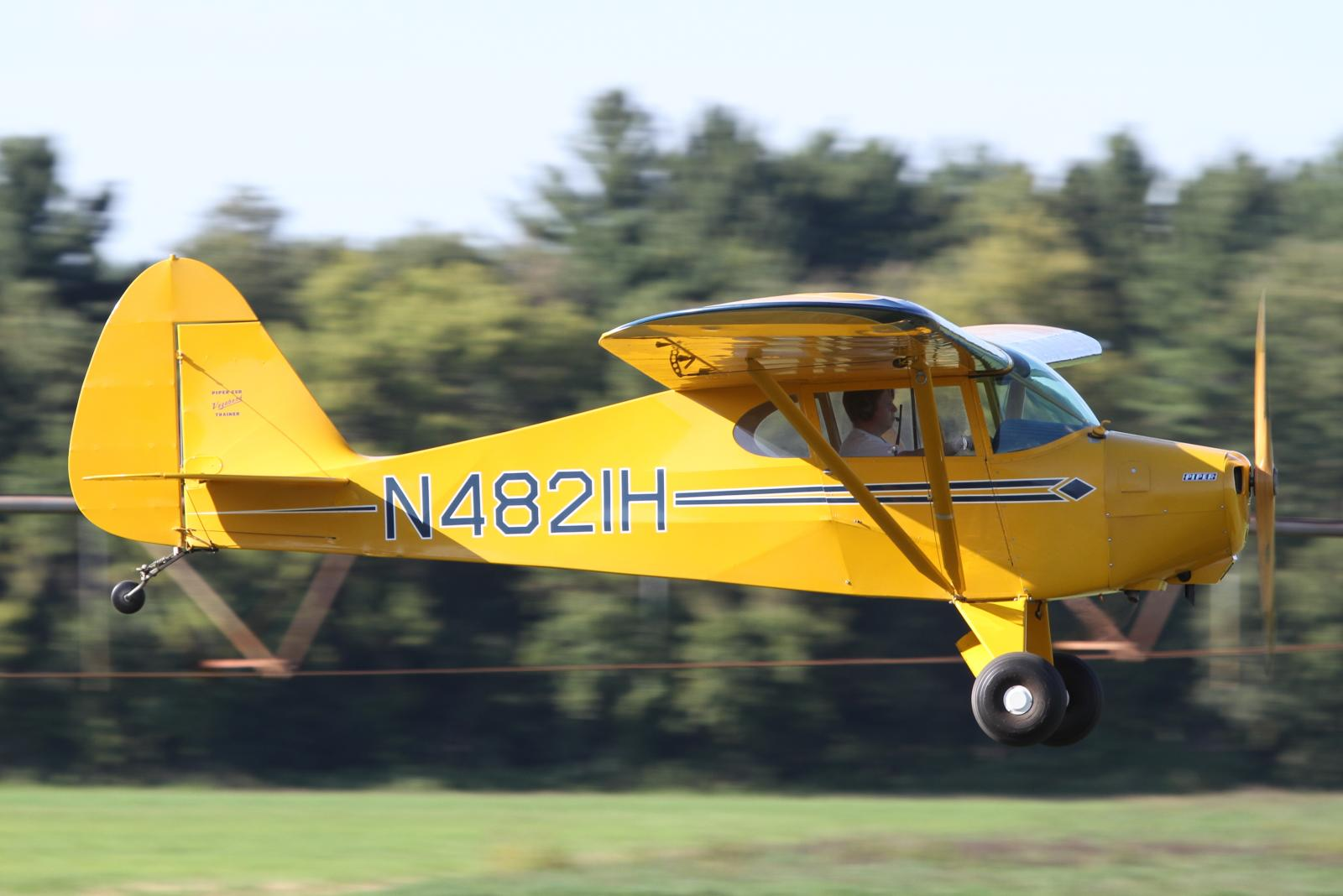
PA-17 ヴァガボンド
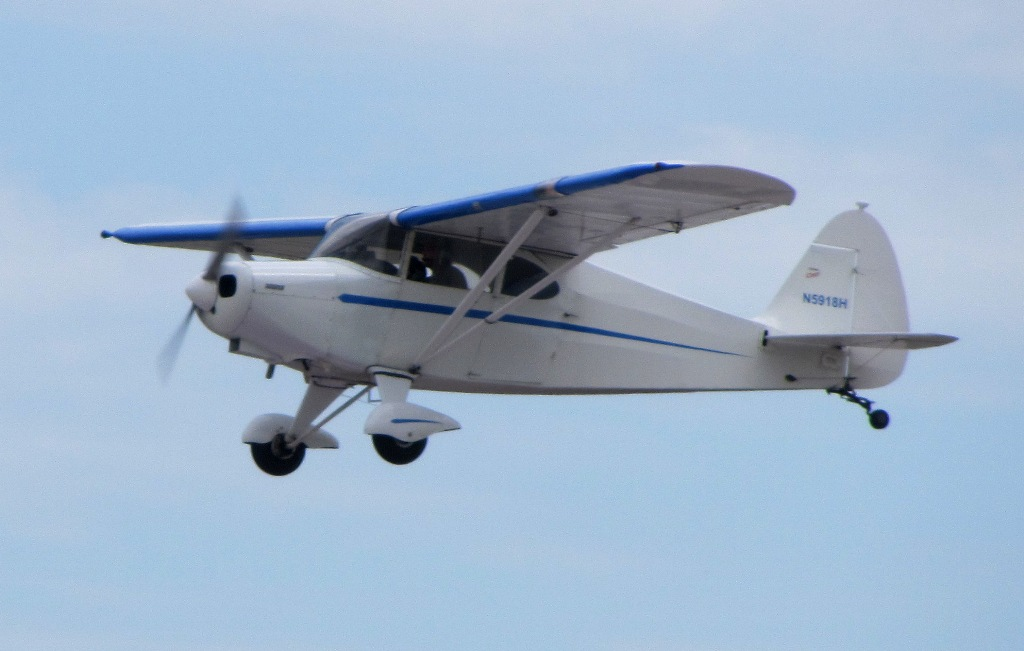
PA-16 クリッパー
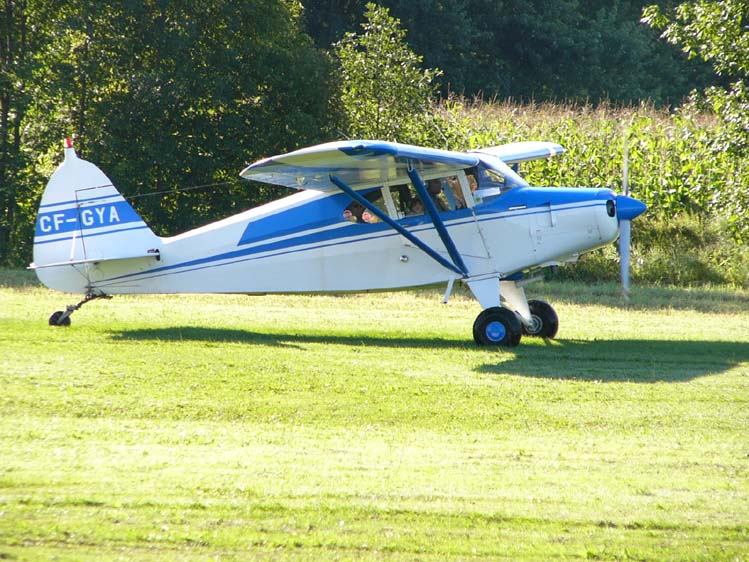
PA-20 ペイサー
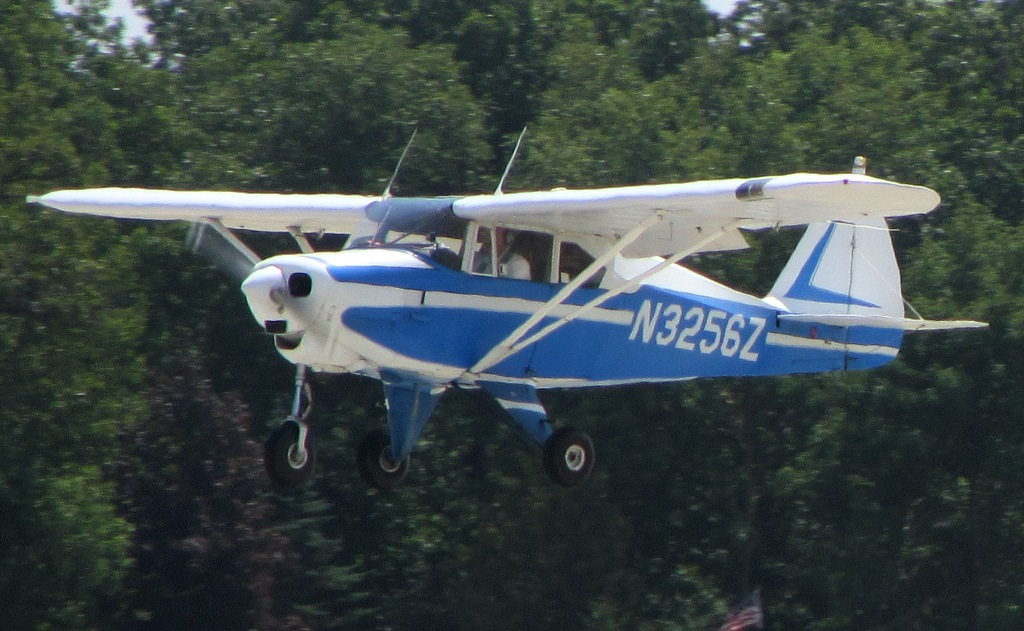
PA-22 トライ・ペイサー
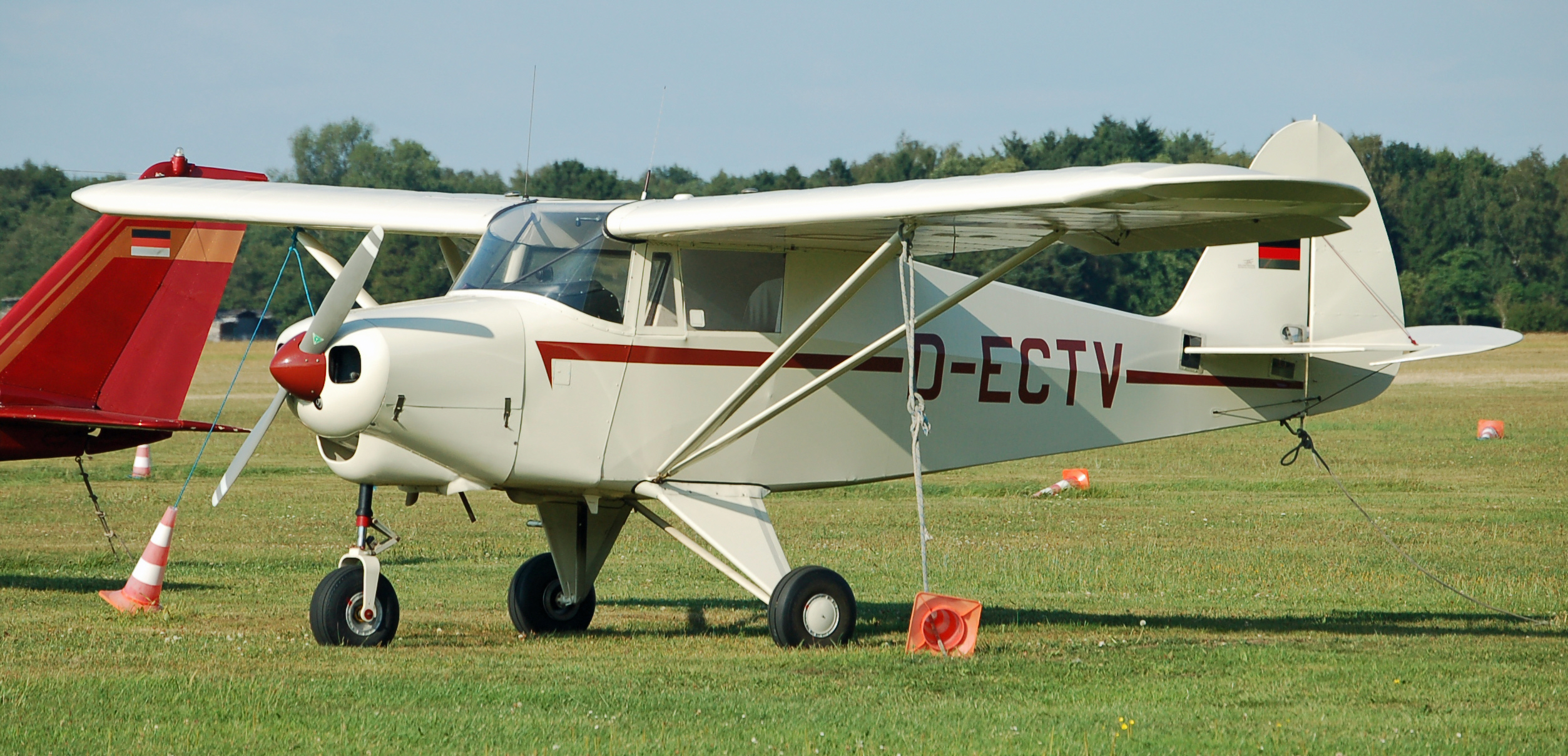
PA-22 コルト

## 採用国（軍用）
イギリス
 イスラエル - イスラエル空軍
1948年の第一次中東戦争時に創設されたテルアビブ飛行隊、ネゲヴ飛行隊、ガリラヤ飛行隊でそれぞれ数機のJ-3/L-4を運用。戦後、これらの飛行隊を統合した第100飛行隊でも少しの間使用されたが、その後運用機種がPA-18 スーパーカブに統一され、J-3/L-4は退役した。
 パラグアイ
 韓国
 タイ
 アメリカ合衆国

## 諸元（J-3C-65 カブ）
- 全長：6.78 m
- 全幅：10.73 m
- 全高：2.03 m
- 翼面積：16.54 m2
- 空虚重量：290 kg
- 最大離陸重量：499 kg
- エンジン：コンチネンタル A65 水平4気筒ピストンエンジン（65hp） × 1
- 最大速度：148 km/h=M0.12
- 実用上昇限度：3,660 m
- 航続距離：402 km
- 乗員：2名